# Fédération de Macédoine du Nord de football
La Fédération de Macédoine du Nord de football (en macédonien : Фудбалска федерација на Северна Македонија ou FFM, Fudbalska Federacija na Severna Makedonija) est une association regroupant les clubs de football de Macédoine du Nord et organisant les compétitions nationales et les matchs internationaux de la sélection de Macédoine du Nord.
La Fédération de Macédoine du Nord de football est fondée en 1949. Elle est affiliée à la FIFA depuis 1994 et elle est membre de l'UEFA depuis 1994 également.

## Identité visuelle

Ancien logo.
Logo actuel.